# Henry Strater
Henry Strater, surnommé Mike, né en 1896 à Louisville (Kentucky) et mort en 1987 à Palm Beach (Floride), est un artiste peintre qui fut ami d'Ernest Hemingway et d'autres figures de la lost generation.

## Biographie
À Princeton Strater est un étudiant contestataire : il s'élève (bien qu'il en fasse partie) contre les privilégiés de l'Ivy League, et son camarade F. Scott Fitzgerald en fait le modèle  du jeune Burne Holiday, le pacifiste-rebelle de son roman This Side of Paradise. Mike édite cependant le journal de l'école, le Daily Princetonian : il est doué pour la littérature.
Pendant la Première Guerre mondiale Strater s'engage (en 1917) dans la Croix-Rouge française (comme Hemingway le fera en 1918, en Italie) et conduit des ambulances. Après l'armistice, il vit dans le Paris de l'après-guerre et suit des cours d'art, fréquente le milieu bohème des américains de Paris, la lost generation, et connait Ezra Pound, James Joyce...

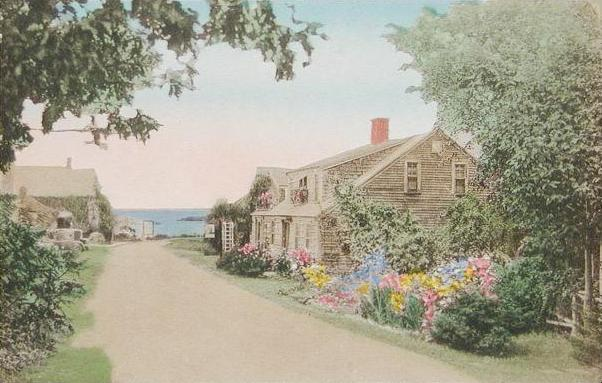
Le village d'Ogunquit (Maine) au printemps. Carte postale circa 1920

Il revient en Amérique, quitte la littérature pour la peinture, se perfectionne à Ogunquit (Maine), pittoresque village côtier alors siège d'une colonie artistique puis part avec sa première femme sous les Tropiques pour y peindre.
Les Strater voyagent en Europe. À Paris James Joyce présente Mike à Ernest Hemingway. Strater, qui a appris à boxer à Princeton et est un passionné de pêche au gros, sera pendant 15 ans un ami très proche d'Ernest : ils boxent, pêchent et boivent ensemble. Ernest et Mike seront les modèles des 2 personnages principaux (le peintre Tom Hudson et l'écrivain Roger Davis) d'une œuvre marquante d'Hemingway, Islands in the Stream.

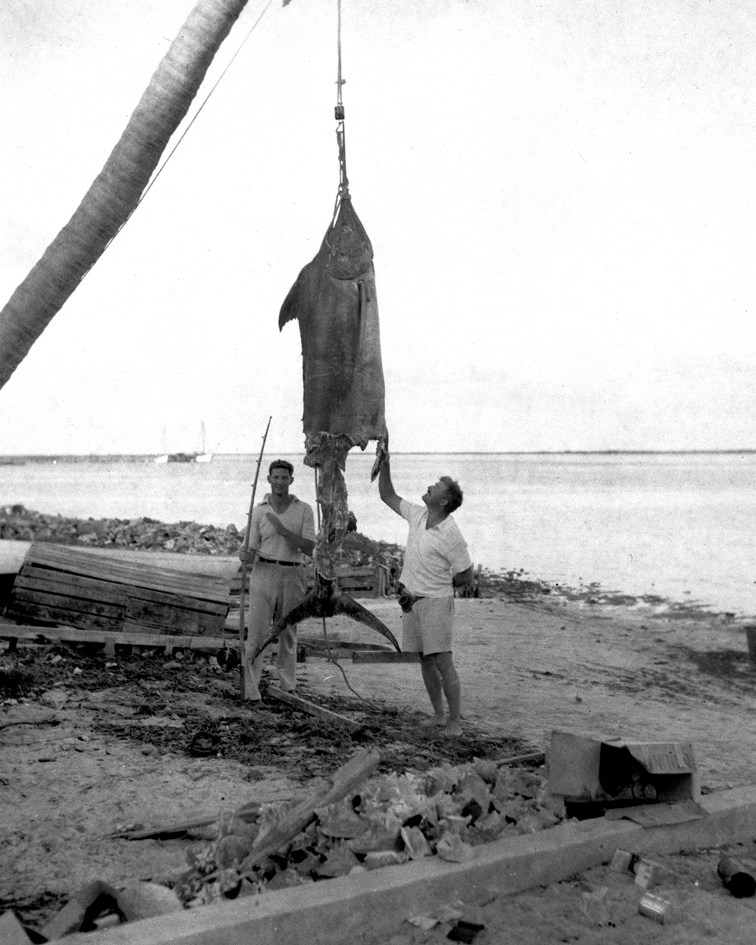
Énorme marlin pris par Mike Strater en 1935 à Bimini. D'un poids approximatif de 1000 lb (environ 500 kg), il aurait probablement été un record si les requins n'en avaient pas dévoré près de la moitié avant qu'il ait pu être remonté à bord. À gauche Strater, sourire contraint, avec la canne à pêche. À droite Hemingway, pensif, tient une nageoire ventrale du marlin.

Strater est du 1er voyage d'Hemingway à Bimini, une petite île des Bahamas. C'est là que leur amitié achoppe à propos d'un énorme marlin : alors que Strater,après l'avoir "travaillé", ramène sa prise record près du bateau, Hemingway se mêt à tirer à la Thompson sur les requins qui approchent. Le marlin est à moitié dévoré par les requins affolés et attirés en plus grand nombre par le sang de leurs congénères. En outre, un correspondant du Time Magazine attribue (peut-être à la suite d'un malentendu) la prise à Hemingway ...
Strater vit à Ogunquit avec ses 3 épouses successives, se consacrant à la peinture, à la pêche sportive au thon dans les eaux côtières du Maine, et à la vie artistique et sociale locale (œuvres charitables en faveur de l'hôpital, présidence du jury des concours de reines de beauté, etc.).
Sur le plan pictural : après avoir eu une période précoce géométrique (influencée par Paul Cézanne), il est devenu moderniste et même académique. Il a peint de nombreux paysages et personnages, a illustré les Cantos d'Ezra Pound et est l'auteur du portrait d'Hemingway qui figure sur la couverture de sa biographie écrite par Carlos Baker (Ernest Hemingway: A Life Story, 1969).
Après la mort d'Hemingway début juillet 1961, Strater est assailli par les journalistes avides d'anecdotes. Mais il n'appréciait pas d'être plus connu comme "ami de célébrités" que comme peintre, et il leur fit savoir qu'il était Hemingwayed out.
Comme il voulait qu'au sein de la lost generation les artistes soient aussi reconnus que les écrivains, Strater a fondé en 1953 à Ogunquit (Maine) le Ogunquit Museum of American Art. On[Qui ?] peut y voir plus de 1 600 œuvres d'art, dues uniquement à des artistes américains comme Jack Levine, Will Barnet, Charles Burchfield, Alexander Calder, Reginald Marsh, Marsden Hartley, Thomas Hart Benton, Edward Hopper, Gaston Lachaise, Walt Kuhn, Roy Lichtenstein, Waldo Peirce.